# Фернан-Кабальєро (Сьюдад-Реаль)
Фернан-Кабальєро (ісп. Fernán Caballero) — муніципалітет в Іспанії, у складі автономної спільноти Кастилія-Ла-Манча, у провінції Сьюдад-Реаль. Населення — 1148 осіб (2010).
Муніципалітет розташований на відстані близько 190 км на південь від Мадрида, 33 км на південний схід від Сьюдад-Реаля.

## Демографія
Динаміка населення (INE ):

## Галерея зображень

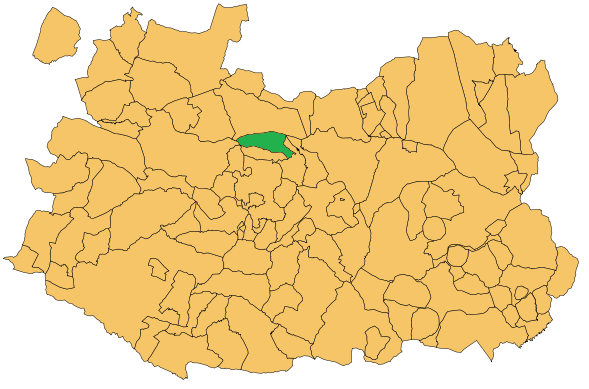
Розташування муніципалітету у провінції Сьюдад-Реаль